# Kriegerdenkmal Dannefeld
Das Kriegerdenkmal Dannefeld ist ein denkmalgeschütztes Kriegerdenkmal im Ortsteil Dannefeld der Stadt Gardelegen in Sachsen-Anhalt. Im örtlichen Denkmalverzeichnis ist das Kriegerdenkmal unter der Erfassungsnummer 094 90239 als Baudenkmal verzeichnet.

## Allgemeines
Das Denkmal ist eine Stele auf einem mehrstufigen Sockel, gekrönt von einem Eisernen Kreuz. Das Denkmal wurde ursprünglich zum Gedenken an die Gefallenen des Ersten Weltkriegs errichtet und später um die Gefallenen des Zweiten Weltkriegs erweitert. Auf einer Seite befindet sich ein trauernder Soldat, der seine rechte Hand an sein Herz hält. Je eine Inschrift mit Namensnennung der Gefallenen des Ersten und des Zweiten Weltkriegs ist auf den Seiten angebracht.
Das Denkmal steht an einem Platz an der Kreuzung der Straßen Vordorf und Unter den Linden, zentral im Ort.
Neben den gefallenen Soldaten wird auf dem Friedhof des Ortes auch an ein NS-Opfer erinnert.

## Inschrift und Relief
Relief auf der Seite mit dem trauernden Soldaten:
Inschriften
Die Inschrift auf dem Denkmal über die Gefallenen des Ersten Weltkriegs umfasst nur den Namen und das Sterbejahr. In der Dorfkirche Dannefeld ist eine Gedenktafel vorhanden, in der das genaue Sterbedatum erfasst ist.